# النوبة (الشعر)

تعديل مصدري - تعديل

النوبة محلة تابعة لقرية المحاقرة، التابعة لعزلة القابل الاسفل بمديرية الشعر إحدى مديريات محافظة إب في الجمهورية اليمنية، بلغ تعداد سكانها 26 حسب تعداد اليمن لعام 2004.